# Johanna-Stahl-Zentrum für jüdische Geschichte
Das Johanna-Stahl-Zentrum für jüdische Geschichte in Unterfranken (JSZ) ist eine Einrichtung der Stadt Würzburg und des Bezirks Unterfranken. Es wurde 1987 auf Initiative von David Schuster, des damaligen Vorsitzenden der Jüdischen Gemeinde, eingerichtet. Als Informations- und Dokumentationszentrum für die jüdische Geschichte in Unterfranken dient es  der bayerischen Erinnerungskultur. Das JSZ befindet sich im 3. Obergeschoss des jüdischen Gemeinde- und Kulturzentrums Shalom Europa in Würzburg.

## Geschichte
Bereits in den 1960er Jahren formulierte David Schuster die Idee zu einem solchen Zentrum. Es sollte nach den Zerstörungen der Shoa die lange und besonders dichte jüdische Geschichte in Unterfranken ins Bewusstsein rücken und über die jüdische Religion informieren. 1985 wurde die Einrichtung durch die Stadt Würzburg und den Bezirk Unterfranken in Kooperation mit der Jüdischen Gemeinde gegründet. 1987 konnte sie unter dem Namen Dokumentationszentrum für jüdische Geschichte und Kultur in Unterfranken eröffnet werden.
Bis 2009 bildete das Zentrum eine Unterabteilung des Stadtarchivs Würzburg. Seitdem ist es dem Referat Kulturarbeit und Heimatpflege des Bezirks Unterfranken angegliedert. Untergebracht war das Zentrum zunächst im Gebäude des jüdischen Altersheims. Seit dessen Abriss befindet es sich im Neubau des jüdischen Gemeindezentrums Shalom Europa an gleicher Stelle. Erster Leiter wurde Hans-Peter Baum, 2009 folgte Rotraud Ries und 2022 Riccardo Altieri.
Im Jahr 2011 schlossen der Bezirk Unterfranken, die Stadt Würzburg und die Israelitische Kultusgemeinde Würzburg einen neuen Kooperationsvertrag in der Form einer öffentlich-rechtlichen Arbeitsgemeinschaft. Sie gaben dem Zentrum einen neuen Namen: Johanna-Stahl-Zentrum für jüdische Geschichte und Kultur in Unterfranken.

## Namensgeberin
Namensgeberin ist Johanna (Henny) Stahl (1895–1943), eine jüdische Journalistin der bürgerlichen Frauenbewegung. Sie leistete in der Zeit der NS-Verfolgungen in der Jüdischen Gemeinde Würzburg engagierteste Beratungs- und Sozialarbeit und wurde direkt nach ihrer Deportation in Auschwitz ermordet.

## Auftrag und Angebote
Jüdisches Leben ist seit 900 Jahren Teil der unterfränkischen Geschichte. Seine Überlieferung über den gesamten Zeitraum zu sammeln, zu erforschen und zu vermitteln, war von Anfang an Auftrag des JSZ. Abhängig von seinen Ressourcen bietet das Zentrum vor allem Informationen und Beratungen zum 20. Jahrhundert an sowie Veranstaltungen und Publikationen. Online-Angebote sollen die Vermittlung weltweit nutzbar machen und besonders der Erinnerungskultur dienen.
Das Zentrum bietet:
- Sammlungen

Im Archiv des JSZ werden Quellen, Medien und Sammlungen zum jüdischen Leben in Unterfranken verwahrt, darunter die Sammlung Schneeberger, Teile des Archivs der Jüdischen Gemeinde Würzburg und die Memmelsdorfer Genisa. Der digitale Bestand umfasst Quellen und Abbildungen aus anderen Archiven und von Privatpersonen.
- Bibliothek

Die Fachbibliothek informiert als einzige Institution in Unterfranken grundlegend zum Judentum und zur jüdischen Geschichte und Kultur. Schwerpunkte stellen Publikationen zur NS-Zeit und zur Geschichte der Juden in Süddeutschland dar.
- Ausstellungen

Die Präsentation gelegentlicher Ausstellungen wurde 2022 eingestellt.
- Web-Angebote

Die Online-Angebote des Zentrums und seiner Kooperationspartner unterstützen die Informationsvermittlung und besonders die Erinnerungskultur. Sie informieren mit neuen Konzepten der Gedenkkultur über die Menschen, die einmal Nachbarn waren und durch den NS-Staat und seine Unterstützer vertrieben und ermordet wurden.

## Zentrumsleitung
- Hans-Peter Baum (1987–2009)
- Rotraud Ries (2009–2022)[3]
- Riccardo Altieri (seit 2022)[4]

## Auszeichnungen
Für seine Leistungen im Bereich einer fortschrittlichen Erinnerungskultur am DenkOrt Deportationen wurde das Johanna-Stahl-Zentrum zusammen mit dem Verein DenkOrt Deportationen e.V. 2021 mit mehreren Preisen ausgezeichnet, darunter der Kulturpreis der Bayerischen Landesstiftung.

## Publikationen
Das JSZ führt eine Publikationsreihe „Schriften des Johanna-Stahl-Zentrums für jüdische Geschichte und Kultur in Unterfranken“ und veröffentlicht Einzelbände zu Ausstellungen. Ältere Publikationen erschienen in den Reihen des Stadtarchivs Würzburg.